# アナベルのサーペンタインダンス
『アナベルのサーペンタインダンス』（英語: Annabelle Serpentine Dance）は、アメリカ合衆国で作られた短編のサイレント映画である。エディソン社が1894年8月に製作・配給した。19世紀末にエディソンスタジオが公開した映画のうちの1本である。それぞれの短編はアナベル・ムーアが踊って人気のあったサーペンタインダンス(ロイ・フラーがスカートダンスから発展させたダンスの一種)を撮ったものである。多くのフィルムは、手彩色されたカラーの状態で配給された。

## 映画のアクション
一連のダンスのパフォーマンスは固定ショットで撮影されている。最初はアナベルが手でスカートを持ち、腕を伸ばしてスカートを流れるように広げるところから始まる。アナベルは背中に蝶の羽、髪にメルクリウスの翼をつけており、微笑んでいる。アナベルのダンスの動きにより、足があらわになってよく見えるようになっている。アナベルは高く蹴ったり、お辞儀をしたり、左右に動いたりする。2人目のダンサーはたっぷりした長いスカートを着て両手に杖を持っており、この杖はスカートの外縁につけてある。腕の動きによって作られるスカートの流れのせいで、2番目のダンスは1番目とは違う印象を与える。

## 製作と配給
さまざまな版の映画が1894年8月10日、1895年2月、1895年4-8月、1897年5月8日の4回に分けて公開された。ウィリアム・K・L・ディクソンとウィリアム・ハイセがこの映画を監督した。ハイセはプロデューサーで撮影技師もつとめている。
映画史家のコメントによると、見ている者が手回しを遅くしてフッテージを見た可能性がある。これは他の芸術形態では技術的に不可能である。